# Klaus Meine

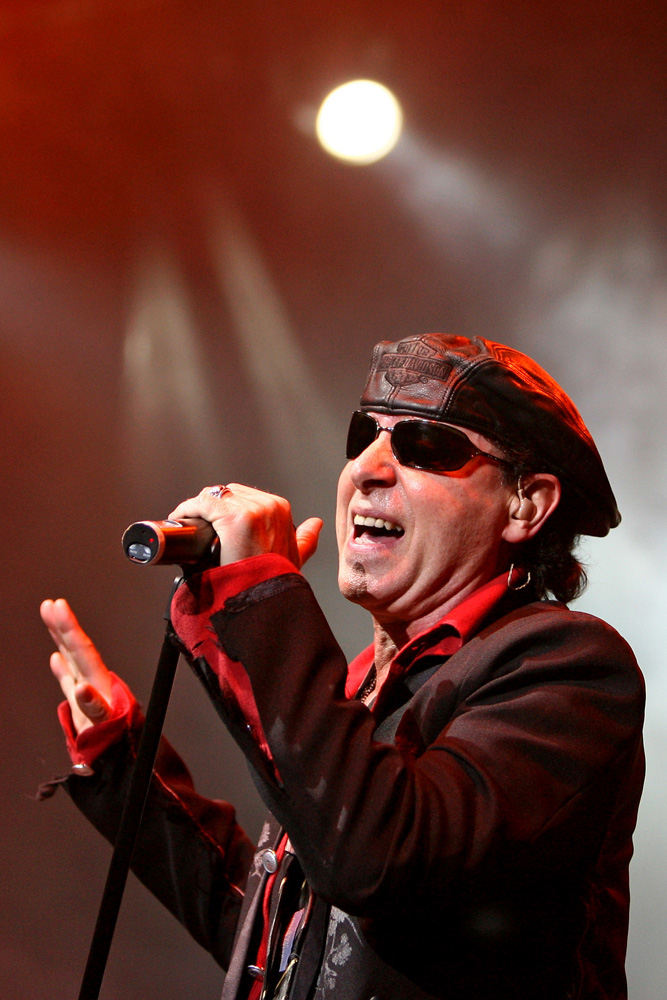
Klaus Meine im November 2007 in Lissabon

Klaus Willi Meine (* 25. Mai 1948 in Hannover) ist der Sänger der Hard-Rock-Formation Scorpions und maßgeblich am Verfassen der Liedtexte und seit Ende der 1980er-Jahre auch am Songwriting beteiligt.

## Leben
Klaus Meine ging in Langenhagen zur Volksschule und absolvierte eine Ausbildung zum Dekorateur. Mit fünfzehn war er fasziniert vom Rock’n’Roll. Seine damaligen Favoriten waren Elvis Presley, The Beatles und The Rolling Stones. Mit siebzehn stieg Meine zunächst bei der hannoverschen Band Shamrocks ein, dort sang er und spielte Gitarre. Kurzfristig benannten sie sich in Mushrooms um. 1968 löste sich die Gruppe auf und Meine wurde für achtzehn Monate in die Bundeswehr eingezogen. Dann trat er als Sänger der hannoverschen Gruppe Copernicus bei, in der Michael Schenker Sologitarre spielte.
Gemeinsam wechselten die beiden 1969 zu den Scorpions und seitdem bildet Meine zusammen mit Rudolf Schenker den Kopf der Band Scorpions. Er textete und komponierte auch das kommerziell erfolgreichste Lied der Band: Wind of Change, das im Jahr 1991 Nummer eins in elf europäischen Hitparaden war. Dieser Song war im selben Jahr auch die erfolgreichste Single weltweit. Laut Klaus Meine wäre dieses Lied nie ohne das „ungeheure Erlebnis auf dem großen Moscow Music Peace Festival 1989 in Moskau“ entstanden, bei dem die Scorpions vor „100.000 Menschen im Stadion unter dem olympischen Feuer, mit dem russischen Publikum“ ihre Lieder sangen, „und das auch noch in Englisch.“ Man findet Wind of Change auf dem Scorpions-Studioalbum Crazy World. Klaus Meine ist hauptsächlich für die Texte der Band verantwortlich. Für Bonnie Tyler schrieb er den Text zum Song You're The One, der 1995 auf ihrem Album Free Spirit erschien; Rudolf Schenker komponierte den Song. Die Scorpions veröffentlichten das Lied ein Jahr später unter dem geänderten Titel Are You The One? in einer anderen Version auf ihrem Album Pure Instinct.
Klaus Meine ist seit 1977 mit seiner Frau Gabi verheiratet, zusammen haben sie einen Sohn. Sie wohnen seit 1982 in Bissendorf in der Wedemark. In einem Interview mit der Frankfurter Allgemeinen Sonntagszeitung vom 27. April 2014 sagte Meine über seine Heimat: „Hannover ist einfach eine coole Stadt“. Auf die Frage, ob die erfolgreichste deutsche Rockband schon einmal einen Umzug geplant habe, sagte Meine, solche Pläne habe es in den 80er Jahren gegeben. Letztlich aber habe die Band einen Umzug in die USA wegen ihrer Familien nicht gewagt. Hannover sei ein guter Rückzugsort, wo „ich mich von all dem Rock-'n'-Roll-Wahnsinn zwischen Privatjets und Bodyguards wieder erden kann“.

## Scorpions
- Siehe Hauptartikel Scorpions/Diskografie

Kompositionen
Folgende Lieder wurden von Klaus Meine sowohl getextet als auch komponiert:
- 1990: Wind of Change (Crazy World)
- 1996: You and I, But the best for You, Does Anyone Know (Pure Instinct)
- 1999: A Moment in a Million Years (Eye II Eye)
- 2000: Moment of Glory (Moment of Glory)
- 2001: I Wanted to Cry (But the Tears Wouldn't Come) (Acoustica)
- 2004: My City My Town (Unbreakable)
- 2013: Follow your Heart und Rock 'n' Roll Band (MTV Unplugged – in Athens)
- 2015: Rock 'n' Roll Band (nachträglich veröffentlichte Studio-Version), The World We Used To Know, Who We Are (Return to Forever)
- 2017: Follow your Heart (nachträglich veröffentlichte Studio-Version) (Born to touch your Feelings - Best of Rock Ballads)
- 2022: Shoot for your Heart (Rock Believer)

Bei ca. 170 Songs wird Klaus Meine als Textautor (Writer/Co-Writer) genannt. Bei dieser Zahl wurden jedoch die Lieder der ersten Scorpions-LP Lonesome Crow außen vor gelassen, da die Sachlage unklar ist, wer hier genau die Texte schrieb. Weder auf der Platte noch auf dem Cover wurde dies im Detail angegeben.

## Alben/Projekte mit anderen Künstlern
- Uli Jon Roth
  - 1995: Prologue to the Symphonic Legends (Song Bridge to Heaven)
- Search (Rockband aus Indonesien)
  - 1996: Rock 'N' Roll Pie (Co-Komponist bei Songs Panggung Khayalan und  Mengundur Waktu)
- Liel Kolet
  - 2005: Simply me (Album) (Send me an Angel)
  - 2006: Unison (Album) (Bigger than life, Jerusalem of Gold)
- Rilke Projekt
  - 2002: In meinem wilden Herzen (mit Zabine: Bis wohin reicht mein Leben)
- Josep Carreras
  - 2001: Around the World (Duett Wind of Change)
- Projekt Tck Tck Tck
  - 2009: Bed are Burning (Cover von Midnight Oil) (nur Download)
- Avantasia
  - 2010: The Wicked Symphony / Angel Of Babylon (Dying for an Angel)

## Gastauftritte (Auswahl)
- 1983: Bei einem Konzert der Michael Schenker Group (MSG), Ende Oktober im Londoner Hammersmith Odeon, wirkten bei der von Michael Schenker komponierten UFO-Rock-Hymne „Doctor Doctor“ Klaus Meine und Rudolf Schenker mit.
- 1984: Bei einem Konzert der Michael Schenker Group, Mitte August beim Super Rock '84-Festival im Seibu Stadium (Tokio/Japan), wirkten Klaus Meine und Rudolf Schenker bei „Doctor Doctor“ mit.
- 1990: Am 21. Juli 1990, acht Monate nach dem Fall der Mauer, gehörten die Scorpions zu den Interpreten, die der Mitbegründer von Pink Floyd, Roger Waters, für sein Konzert The Wall auf dem Potsdamer Platz einlud.
- 1991: My Generation: Klaus Meine mit Rudolf Schenker, Bo Diddley und Faith No More bei den dritten International Rock Awards in der Wembley Arena London.[2]
- 1994: Gast beim Auftritt der ungarischen Band Omega im Népstadion von Budapest (zusammen mit Rudolf Schenker bei Wind Of Change).
- 1998: Maybe I Maybe You mit Anoushiravan Rohani und der NDR Radiophilharmonie (Kuppelsaal Hannover).[3]
- 2001: Gast beim Konzert von José Carreras in Berlin (Duett Wind of Change mit Carreras).
- 2002: Gast beim  Konzert von Ronnie James Dio und Deep Purple 2002 in Braunschweig bei Dios Rainbow in the Dark.
- 2008: Gastsänger beim 25-jährigen Bühnenjubiläum von Doro Pesch im ISS Dome in Düsseldorf (zusammen mit Rudolf Schenker bei den Scorpions-Songs Big City Nights und Rock You Like a Hurricane).
- 2011: Changing The World For Us All (Gemeinsam mit Paul Anka und Andrey Makarevich aus Anlass der Feier zum 80. Geburtstag von Michail Gorbatschow in der Royal Albert Hall in London).
- 18. Januar 2014: Klaus Meine und Mario Frangoulis mit dem Mädchenchor Hannover, Anoushirvan Rohani u. a. – Send me an Angel (Scorpions) und Golesang (Persisches Lied) bei der Gala zur Jubiläumsfeier zu 20 Jahren Internationale Stiftung Neurobiotik im Theater am Aegi Hannover.[4]
- 3. Oktober 2014: Gastsänger bei dem zentralen Festakt zum Tag der Deutschen Einheit in Hannover (Wind of Change mit einem Mädchenchor).[5]
- 18. Dezember 2014: Wind of Change zusammen mit José Carreras bei der José Carreras Gala 2014 im Europa-Park Rust.

## Sonstiges
Auf dem ersten Scorpions-Album Lonesome Crow wurde Meine falsch als „Klaus Meiner“ aufgeführt.
Im Jahr 1981 versagte während der Aufnahmen zum Scorpions-Album Blackout seine Stimme. Die Wiederherstellung der vollen Stimmkraft erforderte zwei Operationen und zehn Monate Gesangspause.
Anfang der 1990er Jahre machte Klaus Meine Werbung für das Wedemärker Audio-Unternehmen Sennheiser, mit dem die Scorpions seit vielen Jahren zusammenarbeiten.
Klaus Meine ist als Mitglied der Scorpions Geschäftsführer der Prosonics Concertagentur GmbH mit Sitz in Langenhagen. Zudem ist er ein Persönlich haftender Gesellschafter der Scorpions GbR ebenfalls mit Sitz in Langenhagen bei Hannover. Von 2001 bis 2011 war er gemeinsam mit Rudolf Schenker und Matthias Jabs einer der Geschäftsführer der Wild Child Entertainment GmbH. Zusammen mit Rudolf Schenker ist Klaus Meine Rechteinhaber der Wort- und Individualmarke Wind of Change.
1992 hatte er in dem Kinofilm Otto – Der Liebesfilm einen Cameoauftritt, dort pfiff er das Lied „Wind of Change“. Otto Waalkes gab ihm eine Mark, danach behauptete er „mit Pfeifen kann man kein Geld verdienen“.
Klaus Meine ist Gründungsmitglied der Nordoff-Robbins-Musiktherapie, die sich um geistig und körperlich behinderte Kinder und Erwachsene kümmert, und engagiert sich für UNICEF.
1985, 2000 und 2018 trug er sich in das Goldene Buch der Stadt Hannover ein. Im Jahr 2000 wurde ihm die Stadtplakette für die Verdienste der Scorpions um die Stadt Hannover verliehen. Am 20. Juni 2000 erhielt er den Verdienstorden 1. Klasse des Niedersächsischen Verdienstorden. Am 25. Juli 2023 erhielt er zusammen mit Rudolf Schenker und Matthias Jabs das Große Verdienstkreuz des Niedersächsischen Verdienstorden. Im Februar 2015 erhielt er zusammen mit Rudolf Schenker und Matthias Jabs den Niedersächsischen Staatspreis für das Jahr 2014.
2003 unterstützte er Bundespräsident Johannes Rau bei dessen Engagement für mehr Musikunterricht an deutschen Schulen. Gemeinsam veranstalten die beiden einen Kongress in Berlin zum Thema musikalische Ausbildung.
2009 wurde Klaus Meine zum Botschafter der Deutschen José Carreras Leukämie-Stiftung ernannt, die sich dem Kampf gegen die Leukämie verschrieben hat und vom Opernsänger José Carreras gegründet worden ist.
Seit 2012 ist Klaus Meine Schirmherr der Niedersächsischen Krebsstiftung.
Klaus Meine ist musikalischer Botschafter der Neurobionik-Stiftung (Samii-Stiftung) von Madjid Samii.
Klaus Meine wurde von der amerikanischen Zeitschrift Hit Parader auf Platz 22 der 100 größten Metalsänger aller Zeiten platziert.
Der Gitarrenbauer Boris Dommenget baute für Klaus Meine exklusiv einige Signature-Gitarren, die er Live beim Instrumentaltitel Coast to Coast vom Lovedrive-Album spielt und bei seinem Solo-Song Follow your Heart vom MTV-Unplugged Projekt 2013 in Athen. Die erste Doublecut-Black Beauty genannte Gitarre erhielt er von Matthias Jabs als Geschenk zu seinem 60. Geburtstag im Jahr 2008. Eine weitere ist die Doublecut-Sting in the Tail
Anlässlich des 500-jährigen Reformationsjubiläums 2017 gestaltete Klaus Meine einen Buchschuber für die revidierte Fassung der Lutherbibel 2017.
Im Jahr 2018 bekam er den Leibniz-Ring-Hannover.
Im August 2019 trug er sich in das Goldene Buch der Gemeinde Wedemark ein.
Im Oktober 2019 wurde eine neu beschriebene Art der Riesenkrabbenspinnen (Sparassidae) zu Ehren von Klaus Meine benannt und erhielt die wissenschaftliche Bezeichnung Extraordinarius klausmeinei.
Der russisch-deutsche Schriftsteller Wladimir Kaminer besuchte Klaus Meine zu einer lockeren Unterhaltung in der Fernsehsendung Kaminer inside, mit dem Untertitel „Wie klingt ... Deutschland?“, die am 22. Januar 2022 von 3sat ausgestrahlt wurde, im Tonstudio.
Die Romantisierung Moskaus zu Beginn des Welthits „Wind of Change“ ersetzte Meine nach dem russischen Überfall auf die Ukraine durch die Zeilen „Now listen to my heart / It says Ukrainia / Waiting for the wind to change“.
Am 5. August 2022 war Meine zu Gast in der Talkshow „Kölner Treff“. Während des Gesprächs mit Moderatorin Bettina Böttinger konnte er ihre Bitte nicht abschlagen, das japanische Volkslied Kojo No Tsuki, das die Scorpions im April 1978 bei ihrem ersten Japan-Besuch live spielten, a cappella anzustimmen. Dieses Lied erschien auf ihrer Doppel-Langspielplatte Tokyo Tapes, dem Mitschnitt der beiden Tokioer-Konzerte vom 24. und 27. April 1978.
Im Mai 2023 wurde Klaus Meine mit dem Radio Bob Award des Radiosenders Radio Bob ausgezeichnet.
Im Jahr 2024 warben Meine und andere Prominente für das Asphalt-Magazin.

## Bücher
- Rainer M. Schröder: Scorpions – Deutschlands erfolgreichste Rockgruppe. Wilhelm Heyne Verlag, München 1980, ISBN 3-453-80048-6. Ein Heyne-Buch. Nummer 14 aus der Taschenbuchreihe Heyne Discothek. Auf den Seiten 39 bis 78 erzählt Klaus Meine seine Geschichte.
- Peter Bursch unter Mitarbeit von Rudolf Schenker und Klaus Meine: Scorpions für Gitarre. Edition Melodia Gerig, Bergisch Gladbach 1993, ISBN 3-87252-126-8.
- Rainer M. Schröder, Edgar Klüsener: Scorpions – Wind of Change. Hannibal-Verlag, St. Andrä-Wördern 1993, ISBN 3-85445-079-6.